# Михей (певец)
Михей (настоящее имя — Серге́й Евге́ньевич Кру́тиков; 11 декабря 1970, Макеевка, Донецкая область — 27 октября 2002, Москва) — российский певец, рэп-исполнитель, музыкант и
автор песен. Работал в жанрах хип-хоп, регги, эйсид-джаз, фанк и соул.
Свою музыкальную карьеру Михей начал в конце 1980-х годов в составе брейк-данс-дуэта «Точка замерзания», заняв второе место на донецком межгородском фестивале Break Dance '88. Осенью 1990 года вошёл в состав танцевального брейк-данс-коллектива Bad Balance, который с его приходом преобразовался в музыкальную рэп-группу в 1991 году. В составе Bad Balance выпустил четыре альбома, два из которых, «Налётчики Bad B.» и «Город джунглей», попали в список «10 важнейших альбомов русского рэпа».
В 1997 году вместе с Брюсом основал собственный коллектив — «Михей и Джуманджи», с которым успел выпустить лишь один альбом «Сука любовь» (1999). Главными хитами альбома стали песни «Сука любовь» и «Туда» (дуэт с Инной Стил). За этот альбом радиостанция «Maximum» присудила Михею титул «Исполнитель года», а дуэту Михея с Инной Стил — титул «Дуэт года». Журнал «ОМ» назвал «Михей и Джуманджи» «Группой года». Группа участвовала в фестивале «Нашествие» в 1999 и 2000 году. За манеру исполнения песен журналисты назвали Михея «русским Jamiroquai».
Новые песни Михей записывал редко, и были это либо кавер-версии («Alright» Jamiroquai, «I Shot The Sheriff» Боба Марли, «Это ж надо влюбиться в царскую дочь…» Михаила Боярского, «Троллейбус» Виктора Цоя, «Рыбка» Александра Барыкина), либо совместные работы («На дачу.ru» с «Танок на майдані Конґо» и «По волнам» с «Via Чаппа»). Единственной сольной песней, написанной Михеем, стал хит «Для тебя» (2000). Дата выхода второго альбома постоянно откладывалась.
26 июня 2002 года у музыканта случился инсульт, после которого у него образовался тромб в правой ноге. 27 октября 2002 года Михей умер в своей московской квартире от острой сердечной недостаточности, вызванной оторвавшимся тромбом на 32-м году жизни. После смерти музыканта четыре совместные песни, записанные им при жизни, оказались успешными на радио и телевидении: «Мы дети большого города» (дуэт с Сергеем Галаниным) (2002), «Тихо тают дни» (совместно с Bad Balance) (2003), «По волнам/Памяти Михея» (совместно с «Via Чаппа») (2004) и «Любовь остаётся» (дуэт с Инной Стил) (2007).

## Детство и юность
Сергей Крутиков родился 11 декабря 1970 года в посёлке Ханженково города Макеевка Донецкой области. В детстве занимался теннисом, плаванием, авиамоделированием, даже имел разряд по дзюдо, но, получив травму, перестал заниматься дзюдо. Первый музыкальный опыт приобрёл благодаря найденному дома аккордеону, играть на котором он научился в одной из музыкальных школ Донецка, которую бросил через два года. Примерно в то же время он научился играть на барабанах, используя изначально футляр от аккордеона в качестве барабана.
Окончив восемь классов, в 1986 году вместе с родителями переехал в Ростов-на-Дону, где поступил в музыкальное училище по классу ритм-секции, но через два месяца бросил учиться и там. Вернувшись в Донецк, поступил в металлургический техникум, где проучился четыре месяца на техника-технолога прокатного производства, затем поступил в обычное ПТУ на специальность наладчика автоматических линий с числовым программным управлением. Во время учёбы в училище два года работал актёром в донецком областном украинском музыкально-драматическом театре имени Артёма, где играл в спектаклях «Интердевочка» и «Дача Сталина».
В 1986 году очень серьёзно увлёкся хип-хоп-культурой и брейк-дансом:

У нас учились студенты темнокожие из разных стран, они, естественно, увлекались всем этим, у них были видеокассеты. Мы смотрели фильмы — «Брейк-данс-1», «Брейк-данс-2», «Beat Street», всё это увидели и поняли, что — круто.

В начале 1988 года Крутиков пришёл в первую студию брейк-данса в Донецкой области, которую открыл во Дворце молодёжи «Юность» Владислав Подолян («Боча») из посёлка Ханженково города Макеевка. В этой же студии тренировались Влад Валов («Шеф») и Сергей Менякин («Моня») из донецкого дуэта «Белые перчатки». Подолян стал называть Валова «Шефом», а Крутикова — «Михеем» (он был похож на его деда Михея), в ответ Валов придумал Подоляну имя «Боча». Так у них появились псевдонимы. После нескольких тренировок Подолян создал вместе с Крутиковым дуэт в стиле электрик-буги «Точка замерзания». Дуэт ездил по всесоюзным фестивалям, где занимал призовые места. 26 декабря 1988 года дуэт «Точка замерзания» получил второе место на межгородском фестивале Break Dance '88 в Донецке. Летом 1990 года, окончив училище, Крутиков уехал в Ленинград поступать в Высшую профсоюзную школу культуры (с 1991 года — Санкт-Петербургский гуманитарный университет профсоюзов) на специальность «Организация народного творчества, менеджер телепрограмм». После окончания учёбы переехал жить в Москву в 1995 году.

## Bad Balance
Летом 1990 года, последовав примеру Влада Валова («Шеф»), Михей поступил в Высшую профсоюзную школу культуры Ленинграда. Осенью стал участником танцевального брейк-данс-коллектива Bad Balance, который с его приходом преобразовался в музыкальную рэп-группу в 1991 году. Михей играл на барабанах, на гитарах, на клавишных, а также придумывал речитативы. Тексты песен в основном писал Валов, музыку — Михей и LA. Весной 1991 года в студии Ленинградского дворца молодёжи (ЛДМ) была записана первая 20-минутная костюмированная танцевальная шоу-программа «Семеро одного не ждут», состоящая из 8 треков («Graffiti», «Донецкий край», «Leningrad Cowboys», «Ленинград»). В дальнейшем группа продолжила запись новых рэп-треков в студии Эдиты Пьехи («Капля», «What is love», «Смерть» при участии MC Lolita, «Сила и мощь» при участии Нины Полухиной, «Выше закона», «Ленинград» (другая версия), «Мой милый Джак»). Позже группа записала ещё несколько композиций в студии группы «Форум», «Форум юнистудия» (студия «Русское видео»), в 1991—1992 годах («Гороскоп», «Донецкий край» (другая версия), «Graffiti» (другая версия), «Жизнь Петербурга», «Капля» (другая версия), «Дети сатаны»). Весной 1992 года агентство «Марафон» выпустило магнитоальбом «Выше закона», состоящий из 9 треков, на магнитофонных катушках и аудиокассетах. Весной 1993 года Михей вместе со всеми остальными участниками «Баланса» нарушил паспортный режим столицы, явившись в Москву писать в студии Gala Records второй альбом — «Налётчики Bad B.». Группа выступала по стране на разогреве у Богдана Титомира.
В июле 1993 года Михей вместе с группой Bad Balance (ШЕFF, Малой, Скаля, Михей, Моня и Тимир) отправился сначала в Польшу, а затем в Берлин, где зарабатывал деньги на улице с помощью брейк-данса, а также мытья стёкол машин на перекрёстках. Про группу даже писали в местной газете — «ребята из Санкт-Петербурга моют стёкла машин». Всё это время группа жила сначала трое суток в приюте для бездомных «Банхофф мишн», затем в международном студенческом общежитии на условиях уборки их территории от листьев, а после поселилась в трёхкомнатную квартиру в одном из заброшенных домов (в так называемом «сквоте»), который заселяют разные артисты и художники. Группа была приглашена для выступления на Берлинском хип-хоп-фестивале, после которого артистов заметили промоутеры и стали приглашать выступать с известными рэп-группами: Poor Righteous Teachers, London Pose и Urban Species. Позже группу заметил крупный немецкий продюсер (Tim Sellers), который предложил группе контракт с компанией «Interkunst» для участия в международном туре «Stop The Violence» по городам Европы. В ноябре 1993 года у группы начался тур по Европе: Германия, Голландия, Бельгия и Люксембург. За ним последовало ещё пять таких туров по разным европейским странам. В интернациональном европейском хип-хоп-туре группа провела около полугода, вернувшись в Россию в декабре 1993 года.
В 1996 году Михей принял участие в записи песни «Livin' In Style (Stolen Loop Mix)», которая позже вышла в сборнике «Архив 1992—1996» группы D.O.B. Community в 2000 году. По словам рэпера Дайма, песня была направлена против псевдо-гангста-рэперов.
Весной 1998 года группа Bad Balance записала композицию «Тихо тают дни» («Куда улетаем мой ум») для нового альбома «Город джунглей». Текст к ней написал Шеф, а вокальную партию исполнил Михей. В музыке содержится 5-секундный семпл из композиции «My Heart Will Go On» канадской певицы Селин Дион, заглавной темы к фильму Джеймса Кэмерона «Титаник». Этот семпл стал причиной, по которой трек не попал в альбом, поскольку компания EMI, российским представителем которой является Gala Records, не дала разрешения на его использование. Несмотря на это, Михей исполнил эту песню живьём в составе группы «Михей и Джуманджи» в московском клубе «4 комнаты» 4 февраля 1999 года.
В марте 1999 года Михей как участник группы Bad Balance вместе с Лигалайзом и Богданом Титомиром принял участие в записи песни «Война», написанной в знак протеста против бомбардировки Югославии силами НАТО. Впервые песня вышла на сборнике «Hip-Hop Info #6» (1999), а позже появилась в альбоме хип-хоп-объединения Bad B. Альянс «Новый мир» (2002). Видеоклип на песню был снят югославским режиссёром Мичиславом в московском клубе «Титаник» 18 апреля 1999 года.
Михей официально расстался с группой Bad Balance в начале октября 1999 года, когда у группы истёк срок действия контракта с компанией Gala Records, его место в группе временно занял Андрей Звонкий из группы «Дерево жизни». Именно в таком составе группа выступила на фестивале Adidas Streetball Challenge в Москве 3 сентября 1999 года. В интервью для газеты «Московский Комсомолец» Михей рассказал о том, что он решил отделиться от Bad Balance и создать свой проект, поскольку в группе ему «не хватало ширины, он больше хотел петь», к тому же «музыкой в андеграунде ничего не заработаешь». Кроме того, Михей физически больше не мог выступать с двумя группами на одной сцене: в первом отделении он давал живой концерт с группой «Джуманджи», а во втором — с группой Bad Balance. В другом интервью для газеты «ТВ+» Михей упомянул о том, что сначала он предложил записать свои песни группе Bad Balance, но они не подошли для репертуара группы:

Все свои наиболее яркие хитовые песни я сначала предложил «Балансам», но они, к сожалению, не пошли. Это было четыре года назад. Тогда я решил сделать новый сольный проект, столь же электронный, но ориентированный на другие «чёрные стили». Сейчас этот проект называют новым открытием чёрной музыки.

## Михей и Джуманджи

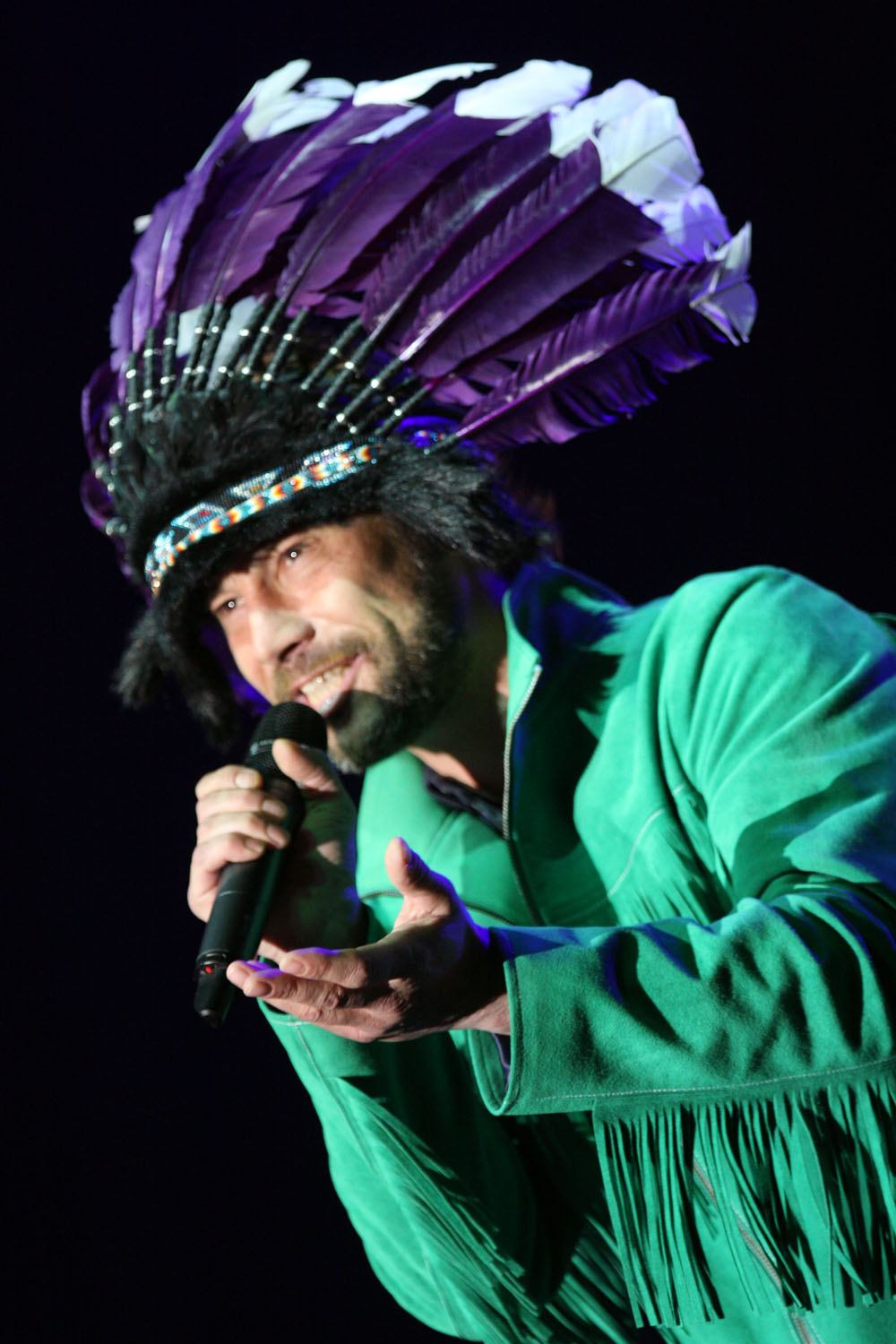
Джей Кей

В 1996 году Михей задумал создать сольный проект, названия у которого ещё не было, но музыкант уже начал сочинять песни. Источником вдохновения послужил видеоклип британской группы Jamiroquai на песню «Space Cowboy» (1994), в которой солист группы Джей Кей танцевал брейк-данс в одежде фирмы Adidas. По словам Михея, ему понравился его имидж: он видел в нём себя и уважал Джейсона за то, что «он вынес музыку семидесятых — фанк — на широкую сцену и сделал эту музыку опять популярной». Михей начал работать над своим собственным проектом, используя наработки многих лет, сделанные в Bad Balance. Тогда же и был придуман текст песни «Сука любовь», первый вариант которой Михей исполнил в стиле рэп и содержал речитатив, немного похожий на группу Cypress Hill. Песня была посвящена бывшей подруге Михея — Марине Смирновой из Донецка, которая его предала, выйдя замуж за другого:

Очень многие переживали в жизни что-то подобное — предательство, расставание — и могли бы, в принципе, грубее сказать, чем я. Может быть, это ещё мягко сказано… Вообще-то стихи я написал не к песне в стиле регги, а была у меня раньше рэп-композиция такая, очень жёсткая. Я её сделал чуть ли не в десяти разных интерпретациях. Так что запись этой песни, которая звучит сейчас, уже двухлетней давности. (Из интервью Михея для журнала «МК-Бульвар», сентябрь 1999 года)

В середине 1997 года Михей вместе с бас-гитаристом группы Bad Balance, Эльбрусом Черкезовым («Брюс»), начал репетировать над новым проектом. В то время они снимали одну квартиру на двоих в Москве, именно там на кухне под контрабас и бас-гитару были придуманы аранжировки ко всем песням проекта. Для создания музыки использовались два виниловых проигрывателя, двухкассетный магнитофон Sharp, 8-канальная портастудия Roland (взятая у MC Павлова), гитара, бас-гитара и контрабас. Название для проекта Михей позаимствовал из американского фильма «Джуманджи», который ему очень понравился после просмотра в 1996 году. Название «Михей и Джуманджи» было придумано администратором группы Bad Balance — Костасом Хиониди, но написание разнилось с оригиналом («Jumangee» вместо «Jumanji»). Михей впервые исполнил песню «Сука любовь» в стиле регги во время фристайла группы Bad Balance в передаче Freestyle на радио «Станция 106,8 FM» летом 1997 года. На концертах Bad Balance Михей под аккомпанемент контрабаса Брюса исполнял черновую версию песни «Сука любовь». Одно из таких выступлений произошло на фестивале «Территория Пацифик» в клубе «Махаон» во Владивостоке 13 декабря 1997 года.
В начале 1998 года Михей с помощью Брюса, звукорежиссёра Юрия Богданова и сессионных музыкантов записал в московской студии «Гала» «Суку любовь» в том варианте, который представлен в альбоме, и целый год предлагал песню многим радиостанциям, но её никто не брал. Успеху песни «Сука любовь» серьёзно помогла радиоведущая «Шызгара-шоу» на «Нашем радио», Оля Максимова, которая принесла эту песню на радио. Она преподнесла её программному директору радио «Максимум» и песню взяли в ротацию радио «Максимум», где она впервые прозвучала 11 октября 1998 года и продержалась две недели в «хит-параде двух столиц» с 15 по 29 ноября 1998 года:

Это моя гордость. Здесь я сыграла большую роль в раскрутке этого парня. Однажды я услышала его в клубе и подумала: «Какой чувак пропадает». И принесла кассету на радио, после чего «Суку любовь» поставили в ротацию.

Дальнейшие попытки Михея и Брюса записать песни в студии «Гала» заканчивались неудачей из-за большого скопления людей, которые мешали процессу записи. Поэтому было принято решение записывать альбом втайне ото всех в московской студии «Красная роза». Ещё одна песня «Мама» также попала в ротацию радио «Максимум», где она впервые прозвучала 13 декабря 1998 года и продержалась две недели в «хит-параде двух столиц» с 3 по 17 января 1999 года. Успех всего лишь двух песен «Джуманджи» — «Сука любовь» и «Мама» — за три последних месяца 1998 года сделал Михея одним из самых удачных дебютантов.
Осенью 1998 года по просьбе воронежской певицы Инны Steel Михей записал вместе с ней песню «Туда». С певицей Михей познакомился во время работы над новым альбомом группы Bad Balance «Город джунглей» в московской студии звукозаписи «Гала» в начале 1998 года. Михей исполнил бэк-вокальную партию для двух её композиций: «Стремление» и «Туда». Слова к ним певица написала сама, а музыку создала совместно со звукорежиссёром студии «Гала» Андреем Соловьёвым, с которым у неё были близкие отношения. После трагической гибели 25-летнего Соловьёва в автокатастрофе Стил предложила Михею перепеть песню «Туда» и посвятить её «любимому». Песня «Туда» впервые прозвучала на радио «Максимум» 25 апреля 1999 года и продержалась девять недель в «хит-параде двух столиц» с 16 мая по 18 июля 1999 года. В июле 1999 года режиссёр Александр Солоха снял видеоклип на эту композицию, действие которого происходит в пустыне. Съёмки клипа проходили в одном из павильонов «Мосфильма», куда было завезено четыре тонны песка и несколько больших газовых горелок для создания открытого огня. Премьера состоялась на телеканале «MTV Россия» в конце июля.
Осенью 1998 года Михей вместе с Брюсом записал ремейк песни Юрия Антонова «Дорога к морю» (1981). Песня была записана с разрешения Антонова, который сначала отверг предложение создания ремейка, но вскоре передумал, услышав две другие песни коллектива. Михей считал, что композиция полностью написана Антоновым, однако, когда первая партия тиража компакт-дисков альбома ушла на продажу, выяснилось, что слова к песне были написаны поэтом-песенником Леонидом Фадеевым. Hа оставшейся части тиража авторство было указано правильно. Бэк-вокал в песне исполнила грузинская певица Теона Контридзе («Мама vol.1», «Дорога к морю» и «Favorite colour of my life»). В итоге «Дорога к морю» также попала в ротацию радио «Максимум», где она впервые прозвучала 1 августа 1999 года и продержалась пять недель в «Хит-параде двух столиц» с 1 августа по 5 сентября 1999 года.

Обложка альбома «Сука любовь»

К марту 1999 года было записано семь песен из десяти, а также велись поиски фирмы грамзаписи для выпуска альбома. В начале марта состоялась премьера видеоклипа на песню «Сука любовь», который был снят за одну ночь на подземной стоянке на Манежной площади. Сразу после этого Михей подписал контракт с компанией Real Records на выпуск альбома, выход которого изначально был запланирован на апрель. В итоге дебютный и единственный альбом группы «Михей и Джуманджи» под названием «Сука любовь» был выпущен 25 мая 1999 года. Дизайн обложки альбома создал Баскет — известный российский граффити-райтер, также работавший над обложками Bad Balance. Альбом стал очень успешным, песни из него — «Сука любовь», «Туда», «Мама» — стали хитами, а сам Михей был признан лучшим исполнителем 1999 года. Группа стала активно гастролировать с материалом альбома.
В январе 1999 года сформировался концертный состав группы: Сергей Крутиков («Михей») — вокал, аранжировка; Эльбрус Черкезов («Mr. Bruce») — бас-гитара; Сергей Халабузарь («Кот») — ударные; Алексей Сысоев — клавишные; Михаил Ребров — саксофон. Впервые живьём группа выступила в московском клубе «4 комнаты» 4 февраля, где было сыграно четыре песни: кавер-версия песни «Alright» группы Jamiroquai, «Сука любовь», джаз-импровизация «Spiritual» и сольная композиция Михея на слова Шефа под названием «Куда улетаем мой ум». Позже к Михею и Брюсу присоединился танцор брейк-данса Сергей Менякин («Моня») из Bad Balance, занявшийся постановкой и организацией танцев группы, московские танцоры Марина Емельянова и Мари-Полин Уагон, а школьный друг Михея, Александр Овруцкий, стал концертным директором группы.
В июле 1999 года Михей появился на телевидении: в популярной программе «Сто к одному», в пилотном выпуске новой программы «Бонзай» телеканала «MTV Россия» и в популярной передаче «Армейский магазин». 17 августа он появился в эфире программы «СВ-шоу». 11 декабря того же года группа «Михей и Джуманджи» выступила на фестивале «Нашествие-1999», где исполнила песни «Туда» и «Сука любовь».
В конце 1999 года группа «Михей и Джуманджи» (Михей и танцоры Полина и Марина) выступила вместе с Юрием Антоновым с песней «Дорога к морю» в развлекательной программе «Новогодняя ночь-2000 на ОРТ», показанной 1 января 2000 года на ОРТ. 15 февраля группа «Михей и Джуманджи» выступила на передаче «Антропология» на телеканале НТВ. 28 и 29 марта она приняла участие в шоу-концерте «О. С. Песня-2000», где исполнила песню «Сука-менты» (блатная пародия на «Суку любовь»). Запись концерта позже вышла на видеокассетах на лейбле Союз Видео. 23 мая Михей стал гостем программы «СВ-шоу» на телеканале «ТВ-6», где выступил с песней «Плачет по тебе». В том же месяце он отправился в Киев писать новый альбом в студию к Евгению Ступке, саунд-продюсеру последнего альбома группы Океан Ельзи — «Янанебібув».
1 июня 2000 года Михей выступил с новой песней «Это ж надо влюбиться в царскую дочь…» на фестивале детской песни в гостинице «Космос» в Москве. Концерт транслировался в тот же день по «ТВЦ». Новая песня Михея, кавер-версия песни Михаила Боярского из мультфильма «Летучий корабль» 1979 года, вошла в сборник «XXXL — Детский», выпущенный в мае 2000 года на лейбле Монолит. В августе 2000 года в журнале «Неон» вышла статья «Сны Ямайки от Михея», в которой упоминалось о том, что новый диск порадует слушателей 8-ю новыми вещами и ремиксами на 3 композиции из первого альбома, и что первые две песни команда записывала на Украине, в Киеве, у Евгения Ступки, саунд-продюсера альбома «Океана Эльзы», а одной из композиций в альбоме будет старая песня Боба Марли, которую Михей исполнит в свойственной только ему манере, проникновенно и страстно.

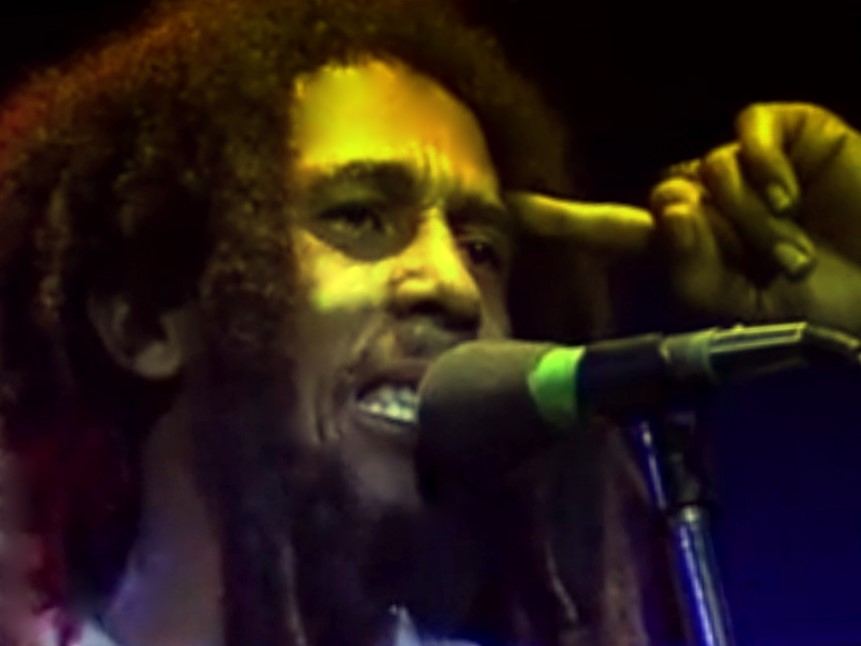
Боб Марли оказал влияние на творчество Михея

8 августа 2000 года Сергей «Михей» Крутиков чуть не пострадал в результате взрыва в подземном переходе под Пушкинской площадью. 20 августа группа «Михей и Джуманджи» выступила на фестивале «Нашествие-2000», где исполнила песни «Туда», «Сука любовь» и кавер-версию песни «I Shot The Sheriff» Боба Марли. В сентябре стало известно, что для нового альбома готовы только две новые песни, и предположительная дата его выхода — октябрь или ноябрь этого года. Также у группы возник конфликт с фирмой Real Records, так как по договору второй альбом необходимо было сдать ещё весной. Солист группы аргументировал задержку выхода альбома тем, что он против превращения творчества в конвейерное производство. Издатели прислушались к этим аргументам, и, по взаимному согласию, релиз второй пластинки был перенесён на конец осени.
В середине октября 2000 года украинская рэп-группа «Танок на майдані Конґо» и Михей вместе записали композицию «Hа дачу». По задумке «ТНМК» и Михея, эта песня должна служить напоминанием о тёплых летних днях: «Эта песня представляет собой небольшой рассказ о похождениях славян на даче: русская сторона гуляет на Волге-матушке, а ватага украинцев на Днепре». Партию московского дачника исполняет Михей, а за похождения другой стороны отчитываются киевляне. Первый, украинский, вариант песни был задуман ещё четыре года назад, а тот, что был записан сейчас, родился этим летом, во время отдыха на берегу Днепра. Весь текст песни написал Фоззи, участник коллектива «ТНМК». По словам самих музыкантов «ТНМК», одним из источников вдохновения для них стал просмотр любимого с детства фильма «Волга-Волга», из которого даже было вырезано несколько фраз для песни. Помимо совместного интернационального варианта песни «Hа дачу», киевские музыканты записали одноимённую украинскую версию песни без участия Михея. Отличить их друг от друга будет очень просто: версия, записанная с Михеем, называется «Hа дачу.ru», а сольная без него — «Hа дачу.ua». Оба варианта международного хита «Hа дачу» вошли в новый альбом «ТНМК» — «Нєформат», выпущенный 19 декабря 2001 года. Песня была выпущена на сборнике «Нашествие. Шаг шестой» 13 декабря 2000 года.
В том же месяце появилась новость о том, что Михей записал в Киеве три новых песни, в том числе кавер-версию песни Виктора Цоя «Троллейбус», которая должна была войти во второй альбом «КИНОпробы», релиз которого был запланирован на 15 ноября 2000 года. В интервью для журнала «Неон» Михей рассказал о том, что он никогда не был поклонником группы «Кино», но всегда уважал Виктора Цоя, с которым ему однажды удалось встретиться после выступления группы «Кино» на фестивале «Муз-Эко '90» в Донецке 3 июня 1990 года. Поэтому Михей с удовольствием принял предложение записать для трибьюта песню «Любовь это не шутка». 17 ноября 2000 года в СК «Олимпийский» состоялся трибьютный концерт «Кинопробы. Виктор Цой. Посвящение», на котором Михей исполнил кавер-версию песни «Троллейбус». На выступление группы «Джуманджи» собравшиеся отреагировали «факами», а кто-то даже запустил в Михея бутылкой.
15 декабря 2000 года на лейбле Real Records вышел саундтрек к новогоднему проекту «О.С.П.-студии» «Сестра-3», на который попала новая пародия от «О.С.П.-студии» — «Сука-менты» (вдохновитель — «Джуманджи»). Презентация саундтрека «Сестра-3» прошла в клубе «Точка» 15 и 16 декабря, на ней Михей выступил с песней «На дачу.ру» вместе с группой «Танок на майдані Конґо». Сам же фильм «Сестра-3» вышел на канале «ТВ-6» 31 декабря 2000 года. В середине того же месяца дочерняя компания Real Records, Iceberg Music, выпустила четвёртый альбом из серии «Айсберг». В пластинку вошла новая песня группы Михей и Джуманджи «Для тебя».
1 января 2001 года Михей оказался в больнице: в одном из заведений в промежутках между выступлениями он успевал дегустировать яства с новогоднего стола, но после одного из них почувствовал, что задыхается. С трудом закончив выступление, певец ушёл со сцены, в глазах его потемнело, и он потерял сознание. Скорая доставила его в одну из московских больниц, и большую часть первого дня нового тысячелетия Крутиков провёл под капельницей. По мнению врачей, причиной внезапного ухудшения здоровья Михея стал некий экзотический фрукт, добавленный в соус для одного из новогодних деликатесов — у певца оказалась сильнейшая аллергия на этот продукт. К полудню состояние артиста значительно улучшилось.
В январе 2001 года Михей отказался от всех гастрольных поездок, чтобы активизировать работу над своим вторым диском. Он записал четыре композиции в одной из московских студий. Ещё три песни прошлым летом были сделаны в киевской студии «Столица звукозапись» под руководством звукорежиссёра Евгения «Евгена» Ступки. По планам звукозаписывающей компании Real Records, эта пластинка должна была выйти ещё весной прошлого года. Затем релиз был перенесён на осень, чуть позже — на конец года. В качестве причин переноса назывались «творческий кризис» Михея и поиск им «нового звука». Компания Real Records планировала выпустить переиздание первого альбома проекта «Джуманджи» ориентировочно в августе-сентябре 2001 года с бонус-треками, среди которых ремейк композиции Александра Барыкина «Я никогда не видел такого чуда».
8 апреля 2001 года Михей появился на шоу «Два рояля» на телеканале РТР. Компанию ему составили артисты группы Hi-Fi: Митя Фомин, Оксана Олешко и Тимофей Пронькин. 29 апреля группа «Михей и Джуманджи» выступила на фестивале «Клинского» пива «Продвижение». 10 июня Михей стал гостем программы «СВ-шоу» на телеканале СТС, где выступил с песней «Так чисто». В том же месяце Михей записал в студии кавер-версию хита Александра Барыкина «Я никогда не видел такого чуда» (песня «Чудо-остров» 1981 года).
16 августа 2001 года Михей отправился в студию, где происходило сведение второго альбома группы «Джуманджи»: директор артиста Юрий Плотников сообщал, что работу над альбомом вёл «известный московский звукорежиссёр по фамилии Богданов». 28 августа 2001 года DJ RAM выпустил на лейбле Real Records альбом «РЭМесло», в который вошёл ремикс на песню «Сука любовь».
15 сентября 2001 года Михей стал гостем программы «Смак» на телеканале «ОРТ». 22 ноября на телеэкранах вышли две передачи с участием Михея: «Большое плавание» на канале «Московия» и «Большая стирка» на «ОРТ». В ноябре Михей принял участие в записи песни «По волнам» уфимской группы «Via Чаппа»; также был снят видеоклип на эту песню, над которым работали специалисты башкирской студии «Муха дизайн» — режиссёр Виталий «Муха» Мухаметзянов и оператор Александр Шмид. В новогоднюю ночь 1 января 2002 года Михей попал в реанимацию: по официальной версии — из-за пищевого отравления, по неофициальной — из-за употребления анаши.
14 февраля 2002 года группа приняла участие в сборном концерте «Последний герой» в «Олимпийском», где исполнила песню «Мама». 18 февраля 2002 года группа выступила с песней «Рыбка» в Государственном Кремлёвском дворце на сборном концерте, посвящённом 50-летию Александра Барыкина. Песня «Рыбка» вышла на сборнике кавер-версий песен Александра Барыкина — «Звёздный карнавал» в 2002 году.
24 апреля 2002 года Михей был приглашён в качестве жюри на второй открытый чемпионат Москвы по уличным танцам, который проходил в клубе «Гараж». Среди других членов жюри были Влад Валов («Шеф») и Сергей Менякин («Моня»), бывшие коллеги Михея по группе Bad Balance. 20 мая 2002 года Михей примирился с Шефом на съёмках видеоклипа на совместный трек Шефа с Михаилом Шуфутинским «Бабы — последнее дело».

## Инсульт
26 июня 2002 года Михей попал в реанимацию Первой градской больницы с диагнозом «ишемический инсульт правого полушария мозжечка». «Скорая помощь» забрала певца из дома, где он упал без сознания на глазах у друга. В июле Михея перевезли в центральную клиническую больницу гражданской авиации, где его лечением занялись ведущие врачи Москвы. 5 июля на сайте группы «Михей и Джуманджи» появилась новость о том, что Михей попал в больницу и уже в течение восьми дней находится в реанимации. В этот же день новость была продублирована на сайте «Звуки.ру». 10 июля в прессе сообщалось, что Крутиков госпитализирован в отделение реанимации Первой градской больницы с диагнозом «ишемический инфаркт мозжечка», который был подтверждён нейрохирургами из НИИ имени Бурденко.
10 июля в московскую ЦКБ гражданской авиации, куда был переведён Крутиков, приехала его мать. Позже в интервью информационному агентству InterMedia она сообщила, что была возмущена тем, что тёщу и жену Михея называют аферистками и мошенницами. Поскольку у Михея не было медицинского полиса, а паспорт был утерян во время перевозок из одной больницы в другую, то лечение певца проходило на коммерческой основе. По словам родственников, операция, которая предстояла Михею, стоила 50 тысяч долларов, но этих денег снять со счёта певца они не могут, поскольку Крутиков не разговаривает и у него отнялась правая половина тела. На сайте был размещён номер банковского счёта Анастасии, по которому можно было переслать деньги для оказания помощи Михею. 14 июля на сайте группы «Михей и Джуманджи» был размещён номер банковского счёта на имя гражданской жены Михея, по которому можно было оказать материальную помощь. 16 июля компания Real Records сделала официальное заявление, в котором дала информацию о болезни Михея и просила желающих помочь артисту не пользоваться посредническими услугами его бывшего директора Александра Овруцкого и гражданской жены Анастасии.
21 июля в газете «Московский Комсомолец» сообщалось о том, что в последние дни произошло некоторое улучшение: Крутиков начал самостоятельно есть, раньше его кормили через специальный зонд. Врачи перевели его из реанимации в общую палату для усиленной иглотерапии, массажа и лечебной физкультуры, а после планировали реабилитацию певца в санаторий. 23 августа на сайте группы «Михей и Джуманджи» появилась информация о том, что за последний месяц самочувствие Михея существенно улучшилось: он был в состоянии вставать с постели и свободно говорить, дал интервью телеканалу «ТВС». Михей был переведён в отделение неврологии Первой клинической больницы.
После инсульта у музыканта была практически парализована правая сторона тела, но с помощью активной физиотерапии и массажа организм постепенно реабилитировался. К концу лета Михею стало заметно лучше, однако он жаловался на боль в правой ноге, в которой образовался тромб, но врачи сказали, что пока его удалить невозможно. В конце августа Сергей Крутиков был выписан из больницы в московскую квартиру. Михей продолжил лечение дома, где начал самостоятельно передвигаться и у него начала восстанавливаться речь. 4 сентября появилась информация о том, что Крутиков выписан из больницы, а 6 сентября в московском клубе «Город» состоялась акция «Protect our culture», посвящённая выздоровлению Михея. 21 сентября в клубе «Республика Beefeater» состоялся концерт группы Bad Balance, часть вырученных средств из которого пошла на реабилитацию Михея. Кульминацией концерта стало появление в клубе Михея. Это было его первое появление после выписки из больницы. В дальнейшем Михей планировал принять участие в записи нового альбома Bad Balance, работа над которым уже велась.

## Смерть

Надгробный памятник на могиле Михея на Ваганьковском кладбище

27 октября 2002 года в квартире Михея собрались друзья. Воскресным вечером бывший директор музыканта, Александр Овруцкий, привёз продукты из супермаркета в квартиру Михея на «Павелецкой», где за Сергеем присматривал старший брат Алексей. Михей самостоятельно сходил в душ, побрился, переоделся, поужинал. Ему вдруг стало плохо, и он лёг на диван, чтобы смотреть телевизор. Гости уехали. Михей стал задыхаться. Его брат, который в это время мыл посуду, прибежал на помощь и начал делать ему искусственное дыхание, но это не помогло. Оторвавшийся тромб попал в лёгочную артерию, перекрыв кровообращение, в результате чего произошла остановка сердца.
Официальной причиной смерти была названа острая сердечная недостаточность, вызванная оторвавшимся тромбом. 29 октября состоялось отпевание Крутикова в храме в Большом Староданиловском переулке. 30 октября состоялась кремация тела в Николо-Архангельском крематории. Прах захоронен на Ваганьковском кладбище.

## Посмертные релизы
В апреле 2002 года Михей совместно с Сергеем Галаниным записал ремейк его песни 1994 года «Мы — Дети БГ» («Мы — дети Большого Города»). Песня была записана задолго до трагических событий специально для альбома дуэтов Сергея Галанина «Я такой, как все» (2003).
В ноябре 2002 года группа СерьГа приняла решение сделать клип на свой дуэт с Михеем. 15 декабря 2002 года в студии Виктора Конисевича прошли съёмки видеоклипа на композицию «Мы дети большого города». Специально для ролика были сняты кадры с участием Сергея Галанина и гитариста Сергея Левитина (оператор — Андрей Абдракипов), а основу клипа составили видеоматериалы с Михеем, которые предоставили «СерьГе» уфимские коллеги в лице группы «Via Чаппа» и компания Real Records. Монтаж ролика сделал Станислав Гринёв.
16 ноября 2002 года альбом «Сука любовь» был переиздан компаниями Real Records и Первое Музыкальное Издательство. В альбом было добавлено две новые песни, при этом исчезла песня «Дорога к морю». По словам бывшего директора группы, Александра Овруцкого, это было решение компании. В альбоме нет последней песни Михея «Дети большого города», поскольку между Сергеем Галаниным и Real Records возникли разногласия. Также директор сообщил, что записана кавер-версия песни «Остров» Александра Барыкина, а кавер-версия песни Боба Марли «I Shot The Sheriff» и рэгги-версия «Fuck da Polititions», исполняемые Михеем на концертах, никогда в студии не записывались, игрались только вживую, и не могут быть изданы, поскольку это чужие песни, на них необходимо «очищать» права.
Начиная с 2003 года, концертный директор Михея Александр Овруцкий и близкие друзья артиста ежегодно проводят вечера памяти Михея. До 2014 года сборы от входных билетов перечислялись родителям Сергея (в 2014 году вслед за отцом, Евгением Алексеевичем, ушла из жизни мать Сергея Нина Павловна), позже организаторами было принято решение перечислять сборы от концертов в один из фондов помощи детям-инвалидам «Надежда ребёнка» (город Донецк).
Спустя год после смерти, 27 октября 2003 года, в московском клубе «Беверли Хиллз» состоялся вечер памяти Михея, на котором был впервые показан видеоклип на композицию «Тихо тают дни» с использованием архивных съёмок с участием Сергея. Премьера видеоклипа на телеэкранах состоялась в программе «Центр рифмы» на телеканале «MTV Россия» 15 ноября 2003 года. Также в годовщину смерти Михея на официальном сайте группы Bad Balance состоялась презентация новой композиции группы под названием «Тихо тают дни» из нового альбома Bad B. «Мало-по-малу». Песня является ремиксом на сольную композицию Михея на слова Шефа под названием «Тихо тают дни» («Куда улетаем мой ум»), записанную в 1998 году для альбома «Город джунглей», куда она не попала из-за семпла из фильма «Титаник».
25 марта 2004 года лейбл Gala Records выпустил сборник треков Bad B. с участием Михея под названием «Память о Михее». В сборник вошли композиции из альбомов: «Чисто про…», «Город джунглей», «Мало-по-малу» и один ранее неизданный эксклюзивный трек «Новый Год», в котором был использован голос Михея, записанный незадолго до кончины.
27 октября 2004 года, во вторую годовщину смерти Михея группа «Via Чаппа» выпустила на своём сайте видеоклип на песню «По волнам/Памяти Михея», представляющую собой ремейк композиции «По волнам», записанной «ВИА Чаппой» совместно с Михеем в 2001 году. В новой версии полностью изменена музыка, а от старого текста осталось лишь несколько строчек. В июле 2004 года музыканты «Via Чаппа #1» вернули себе права на данную композицию, а также видеоматериалы со съёмок 2001 года и решили отдать должное безвременно ушедшему певцу. С этой целью был полностью переработан текст песни «По волнам», а также радикально изменена музыка в сторону регги. В конце августа был снят новый видеоклип с использованием как ранее неизданных видеоматериалов, так и новых кадров. Съёмку, монтаж и постпродакшн клипа произвела, как и в прежнем случае, студия «Муха».
В интервью своему пресс-атташе лидер рэп-группы «Via Чаппа #1», Св. Патрик, рассказал о смысле песни:

Песня о мечте и судьбе, о предназначении человека и об отношении к жизни. Светлое, хотя немного ностальгическое настроение песни — это наше мироощущение на сегодняшний день. А клип? Клип о том же самом. Но в клипе мы ставили ещё одну задачу — показать Михея. Клип мы сделали в жанре life video, чтобы ещё раз напомнить о Михее — великом рэгги- и рэп-артисте постсоветского пространства. Это ведь и его песня, и его мироощущение.

В сентябре того же года песня попала в ротацию радиостанций Башкортостана. По словам Св. Патрика, произошло это благодаря мейнстрим-звучанию. Песню исполнили Асман и Пицца, новые участники группы «Via Чаппа #1». В 2006 году песня попала в саундтрек фильма «Питер FM», а в 2011 году — в саундтрек сериала «Светофор» на телеканале СТС.
В 2007 году певица Инна Стил выпустила песню «Любовь остаётся» (Картинки): одни семплы с голосом Сергея для этой песни были взяты у Сергея Галанина, другие семплы прислали друзья из Америки.
29 октября 2008 года на вечере памяти Михея в традиционном уже клубе «Б2» состоялся благотворительный концерт, собранные деньги от продажи билетов были отданы родителям Михея. Кроме того, на вечере состоялась презентация DVD-диска с редкой записью концерта 1999 года в городе Алма-Ата и интервью с Михеем, запись которого сохранилась благодаря Нариману Исенову.
В июле 2009 года в рамках шоу «Я остаюсь, чтобы жить» на телеканале НТВ певцы Тимати и Доминик Джокер исполнили кавер-версию песни Михея «Сука любовь». Журналисты телеканала НТВ планировали этим ремейком закончить их новый документальный фильм о Михее, но такой выбор не понравился бывшим коллегам музыканта. Влад Валов так прокомментировал эту ситуацию:

Ни он (Тимати), ни Джокер никогда не имели к Михею никакого отношения. Они даже ни разу не участвовали в вечерах его памяти, которые проводятся каждый год стараниями Саши Овруцкого. Хотя за семь лет, прошедших со дня смерти Михея, их неоднократно приглашали. На мой взгляд, было бы логичнее позвать для исполнения финальной песни «Бэд Би» и тех людей, которые были с Михеем при жизни, и спеть эту песню всем вместе, как это делается на вечерах памяти.

Негодование фанатов и неприятие данной переработки песни было обусловлено ещё публикацией в Интернете видео со съёмок трека. После выхода песни в сети поступило много писем и звонков в офис от возмущённых слушателей, поэтому группа Bad Balance приняла решение записать разоблачающую композицию и отозвать все интервью, сделанные для документального фильма. 29 июля 2009 года группа Bad Balance (Влад Валов и Al Solo) выпустила дисс-трек на Тимати и Доминика Джокера под названием «Творчество и шоу-бизнес» — в записи песни приняли участие Ёлка и соул-исполнитель Страйк, земляк Михея; одновременно был выпущен недорогой видеоклип на эту песню. Сам Страйк был представлен 28 октября 2009 года на вечере памяти Михея в присутствии Влада Валова и Ёлки: критики сравнивали молодого певца с Михеем, а Ёлка предвещала Страйку большое будущее.

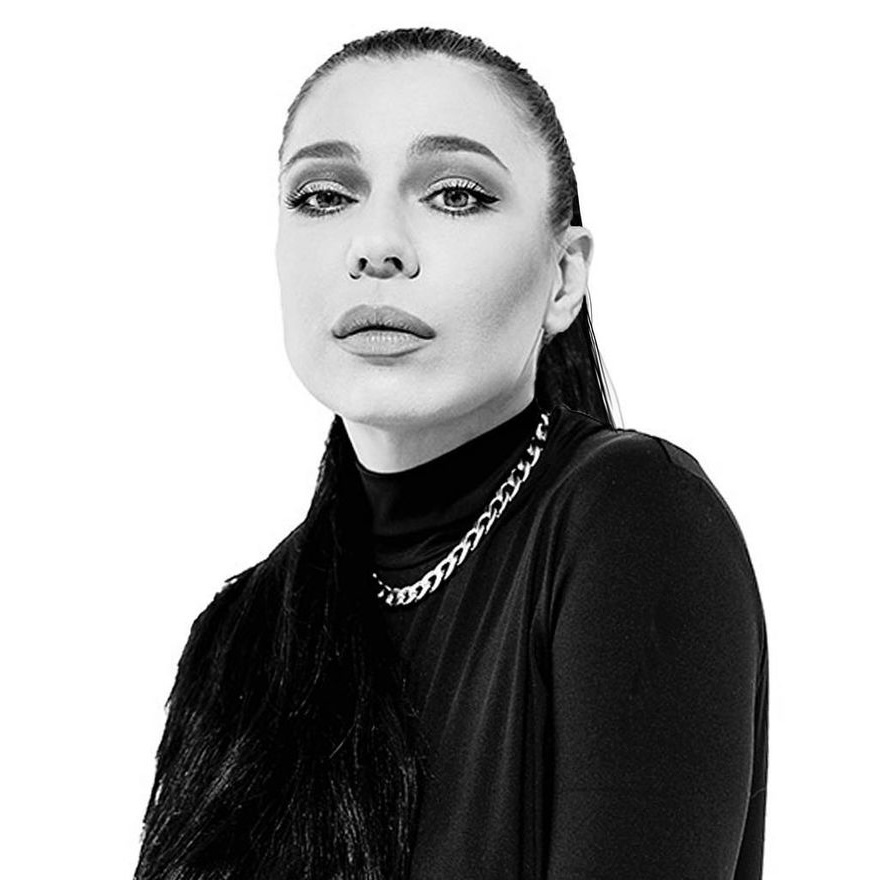
Журнал «Коммерсантъ-Weekend», делая обзор на сборник «Посвящение Михею», назвал певицу Ёлку одним из прямых последователей Михея

1 ноября 2012 года в столичном клубе Arena Moscow прошёл концерт, посвящённый 10-летию со дня смерти Сергея «Михея» Крутикова. Почтить память музыканта и спеть его песни собрались многие популярные исполнители, в том числе Ёлка, Ева Польна, Баста, Иван Дорн, «Бумбокс», «Каста», Сергей Галанин и другие. На вырученные деньги от концерта родной брат Михея, Алексей Крутиков, который специально приехал на несколько дней в Москву из Донбасса для организации концерта, установил «лавку памяти Михея» в одном из парков столицы. 5 ноября 2012 года певец Баста выпустил кавер-версию песни Михея «Мама». 7 ноября был выпущен видеоклип на эту песню.
В декабре 2012 года фирма грамзаписи «Никитин» и Первое Музыкальное Издательство выпустили альбом «Сука любовь» на компакт-дисках в формате «Digipack»: в треклист альбома вошли все песни из переиздания 2002 года. 14 мая 2013 года ими была выпущена и виниловая версия альбома с песнями из переиздания 2002 года, а в конверт для пластинки также вошёл рисунок, сделанный Михеем ещё в юношеские годы.
29 января 2013 года состоялся релиз альбома «Посвящение Михею», приуроченного к юбилейному концерту «10 лет памяти Михея», прошедшего 1 ноября 2012 года в Москве при участии Первого музыкального Издательства и компании «Твой Концерт». Специально для этого сборника и в память о солисте группы «Михей и Джуманджи» свои кавер-версии на песни Михея представили: Ёлка, Ева Польна, Бумбокс, Банд’Эрос, Каста, Иван Дорн, «Via Чаппа», Баста, Пицца, Сергей Галанин, Даша Суворова, Инна Стил, Nanik и DJ LA.
В 2020 году альбом «Сука любовь» был выпущен на виниле на лейбле ZBS Records.

## Личная жизнь
В 1988 году Михей познакомился в Новороссийске с бывшей гимнасткой Мариной Смирновой из Донецка. Летом 1990 года он позвал её с собой в Ленинград, но её родители и она сама были против. В 1991 году, вернувшись в Донецк, Михей узнал о том, что она вышла замуж. Спустя годы Михей написал песню «Сука любовь», которую посвятил Марине. В 1995 году Михей познакомился с Кристиной Кейта, с которой расстался в 2000 году. Кристина снялась в клипе на песню «Сука любовь», и именно ей посвящён альбом «Сука любовь». С 2000 по 2002 год жил в фактическом браке с уфимской фотомоделью Анастасией Фильченко.

## Критика
После выпуска дебютного альбома «Сука любовь» певец получил несколько положительных отзывов от музыкальных критиков. Ещё до выхода альбома музыкальный журналист Александр Кутинов в своей статье для журнала «ОМ» упомянул, что Михея иногда называют «русским Jamiroquai», а также заметил, что в музыке «Джуманджи» впервые для России угадывается настоящая «чёрная» эстетика. Музыкальный критик журнала «ОМ» Андрей Бухарин сравнил альбом Михея с творчеством британского музыканта Финли Куэя. Журналист Юрий Яроцкий в статье для журнала «Афиша» назвал Михея «русским Jamiroquai», а сам альбом «настоящим шедевром», отметив, что «всё сделано Михеем с любовью и умением, хитро по ритмам, идеально по вокалу». Музыкальный критик Илья Кормильцев в своей рецензии к альбому похвалил «удачно вписавшийся в концепцию» ремейк антоновской «Дороги к морю». Рецензент журнала Fuzz Саша Седова оценила альбом четырьмя звёздами из пяти и отметила, что «Михей нашёл свою стезю»: «необычно и тем самым способно привлечь очень-очень много поклонников». Обозреватель журнала «Автопилот» Игорь Мальцев писал, что «русскоязычный может запеть как цветной, не сломав при этом языка». Рецензент сайта «Звуки.ру» И. Кацман (Антон Костылёв) заметил, что традиционное сравнение с Jamiroquai вполне оправдано. Обозреватель журнала «Афиша» Юрий Яроцкий в своей рецензии к альбому «Город джунглей» отметил, что Михей «сэмплирует и Эрика Клэптона, и какую-то неведомую детскую музыку, профессионально выстраивает ритмы. В итоге всё вместе звучит так, что заокеанские собратья вряд ли к чему-нибудь бы придрались». По мнению главного редактора портала Rap.ru Андрея Никитина, Михей создал «уникальный для России проект»: напоминающий по духу западный Jamiroquai коллаж фанка, соула и регги, а «успех, выпавший на долю Михея, значительно превышал все лавры Bad B.». Другой редактор портала Rap.ru Руслан Муннибаев назвал Михея «первым певцом» в российском хип-хопе, украшением и необходимым элементом Bad Balance, «без голоса и эмоций которого группа много потеряла». Редактор российского издания журнала Billboard Иван Иоссариан в заметке о музыканте назвал Михея «лучшим голосом российского хип-хопа».
В составе группы Bad Balance Михей также получил положительную оценку критиков. Музыкальный критик Артемий Троицкий, описывая выступление группы на московском рэп-фестивале в ЦПКиО им. Горького в 1992 году, сравнил группу Bad Balance по энергетике с американской группой Public Enemy. Музыкальные критики журнала «ОМ» Андрей Бухарин и Александр Кушнир, оценивая альбом «Город джунглей», назвали группу Bad Balance «ветеранами русского хип-хопа», которые сделали альбом мирового уровня. Обозреватель белорусской «Музыкальной газеты» назвал альбом «Город джунглей» группы Bad Balance «альбомом, ещё больше укрепившим традиции высококачественного хип-хопа», а также «одним из явных фаворитов среди рэповых релизов 1999 года». Главный редактор портала Rap.ru Андрей Никитин назвал альбом «Налётчики Bad B.» «классическим и каноническим», видеоклип на песню «Городская тоска» — первым в стране «правильным» рэп-видео. По его мнению, пластинкой «Город джунглей» группа Bad Balance установила своё безоговорочное лидерство в хип-хопе. Главные редакторы портала Rap.ru Андрей Никитин и Руслан Муннибаев назвали группу Bad Balance «главной рэп-группой 1990-х», а их альбом «Налётчики Bad B.» назвали одним из первых серьёзных рэп-альбомов России, который был создан в противовес легковесным образцам жанра, с которыми знакомили страну «Мальчишник», Богдан Титомир и Лика MC. В этой же статье альбом «Город джунглей» был упомянут как альбом, который спровоцировал новый всплеск интереса к хип-хопу в России. Редактор сайта Spletnik назвал группу Bad Balance «ветераном отечественного хип-хопа», а видеоклип на песню «Городская тоска» очень стильным. Журналист Андрей Никитин в статье на сайте «Афиша Daily» назвал альбомы «Налётчики Bad B.», «Чисто про…» и «Город джунглей» классикой русского рэпа 90-х, а видеоклип на песню «Городская тоска» — «недосягаемым по тем временам стилем». Редактор раздела «Музыка» сайта «Афиша Daily» Николай Овчинников назвал видеоклип на песню «Городская тоска» изумительной калькой с американских рэп-видео и прекрасным образцом русскоязычного олдскула.

## Рейтинги
- По итогам 1999 года радиостанции «Maximum» Михей был назван «Исполнителем года», а дуэт Михея с Инной Стил — «Дуэтом года». Песни «Туда», «Дорога к морю» и «Сука любовь» группы «Михей и Джуманджи» вошли в «Лучшую сотню хитов радио за 1999 год», а песни «Туда» и «Дорога к морю» вошли в Топ-20 ротации русских песен в эфире радио «Maximum» в 1999 году[15].
- По итогам 1999 года, подведённым журналом ОМ, группа «Михей и Джуманджи» победила в номинации «Группа года», но проиграла «Земфире» в номинации «Прорыв года». Альбом «Сука любовь» проиграл в номинации «Альбом года» дебютному альбому группы «Земфира», а одноимённая песня проиграла в номинации «Песня года» песне «Убили негра» группы «Запрещённые барабанщики»[16][197].
- В июне 1999 года альбом «Город джунглей» группы Bad Balance вошёл в список «50 лучших русских альбомов», составленный редакцией журнала ОМ, а комментарии по каждому альбому написали критики Андрей Бухарин и Александр Кушнир[192][198].
- В ноябре 1999 года музыкальная газета «Живой звук» поместила альбом «Сука любовь» в список «20 лучших отечественных и зарубежных альбомов года». Помимо этого альбом «Город джунглей» группы Bad Balance вошёл в десятку лучших отечественных альбомов по мнению четырёх экспертов: Мария Адамчук, Юрий Яроцкий, Юрий Сапрыкин и Антон Помещиков[199].
- В январе 2000 года на сайте о правильной музыке «Непопса» альбом «Сука любовь» вошёл в список «25 лучших альбомов года»[200].
- В январе 2000 года в передаче «Русская десятка за год» на телеканале «MTV Россия» видеоклип на песню «Туда» вошёл в Топ-10[200].
- В 2007 году главный редактор портала Rap.ru, Андрей Никитин, назвал три альбома группы Bad Balance — «Налётчики Bad B.», «Чисто про…» и «Город джунглей», а также единственный альбом «Сука любовь» группы «Михей и Джуманджи» — главными альбомами русского рэпа, а самого Михея назвал «одним из лучших голосов в русском рэпе»[194].
- В 2009 году главные редакторы портала Rap.ru, Андрей Никитин и Руслан Муннибаев, поместили альбомы «Налётчики Bad B.» и «Город джунглей» группы Bad Balance в свой список «10 важнейших альбомов русского рэпа»[8].
- В 2010 году видеоклип на песню «Городская тоска» группы Bad Balance вошёл в список «Top 10: Лучшие отечественные клипы 1990-х» на сайте Spletnik.
- В 2010 году редакторы журнала Афиша, Александр Горбачёв и Григорий Пророков, по итогам опроса молодых российских музыкантов поместили альбомы «Сука любовь» и «Город джунглей» в список «50 лучших русских альбомов всех времён»[201].
- В 2011 году журнал Афиша поместил песню «Сука любовь» в список «99 русских хитов» за последние 20 лет[13].
- В 2017 году песня «Городская тоска» группы Bad Balance вошла в список «История русского рэпа в 15 важнейших треках» компании «Союз»[202].
- В 2017 году редактор английского интернет-издания Highsnobiety, Анастасия Фёдорова, поместила песню «Сука любовь» в список «A Brief, Untold History of Russian Rap»[203].
- В 2020 году видеоклип группы «Михей и Джуманджи» на песню «Сука-любовь», а также видеоклип группы Bad Balance на песню «Городская тоска» вошли в список «25 главных хип-хоп-клипов на русском языке» журнала Афиша[196].
- В 2022 году журнал Афиша Daily поместил альбом «Сука любовь» группы «Михей и Джуманджи» в список «100 лучших альбомов за последние 30 лет»[204].

## Дискография
В составе Bad Balance

Обложка альбома «Посвящение Михею»

- 1991 — Семеро одного не ждут (магнитоальбом)[205]
- 1992 — Выше закона (магнитоальбом, переиздан в 1998)[206]
- 1994 — Налётчики Bad B.[207]
- 1997 — Чисто про…[208]
- 1999 — Город джунглей[209]

Михей и Джуманджи
- 1999 — Сука любовь[210]

Посмертные релизы
- 2004 — Память о Михее (сборник песен группы Bad Balance)[211]
- 2013 — Посвящение Михею (трибьют-альбом разных исполнителей)[212]

Саундтреки
- 2001 — «Музыка за стеклом. Любимые музыканты застекольщиков» (Михей и Джуманджи — «Сука-любовь»)[213]
- 2002 — «Займёмся любовью» (Михей — «Для тебя»)[214]
- 2002 — «Последний герой. Песни героев.. Песни для героев..» (Михей и Джуманджи — «Мама»)[215]

## Видеоклипы
- 1991 — «What is love» (Bad Balance)[216]
- 1992 — «Дети сатаны» (Bad Balance)[217]
- 1992 — «Мой милый Джак» (Bad Balance)[218]
- 1992 — «Мафия» (Bad Balance)[219][220]
- 1992 — «Graffiti, version # 1» (Bad Balance)[221]
- 1992 — «Graffiti, version # 2» (Bad Balance)[222]
- 1996 — «Городская тоска» (Bad Balance)[223]
- 1998 — «Как сон» (Bad Balance)[224]
- 1998 — «Всё будет хорошо» (Bad Balance)[225]
- 1999 — «Война» (Bad Balance при участии Лигалайза и Богдана Титомира)[226][227]
- 1999 — «Сука-любовь» (первая версия) (Михей и Джуманджи)[228]
- 1999 — «Сука-любовь» (версия на парковке) (Михей и Джуманджи)[229]
- 1999 — «Туда» (Михей и Джуманджи) (совместно с Инной Стил)[230]
- 2002 — «По волнам» (совместно с Via Chappa)[231]
- 2003 — «Мы дети большого города» (совместно с Сергеем Галаниным)[232]
- 2003 — «Тихо тают дни» (Bad Balance)[233]
- 2004 — «По волнам '2004» (совместно с Via Chappa)[156]

## Документальные фильмы
- 1992 — «Арт-обстрел» о хип-хоп-культуре. Группа Bad Balance. Интервью и четыре видеоклипа на композиции из альбома «Выше закона»: «Мафия», «Жизнь Петербурга», «Graffiti» (версия #1) и «Дети сатаны» (РТР, июнь 1992 года)[234][190][193][220]
- 2004 — «История Bad B. Часть I. Начало русского хип-хопа» (режиссёр Сергей Менякин)[235][236]
- 2006 — «История Bad B. Часть II. Золотые времена хип-хопа» (режиссёр Влад Валов)[237][238]
- 2006 — «Как уходили кумиры: Сергей Крутиков (Михей)» — ДТВ, 9 августа 2006 года[239]
- 2009 — «Я остаюсь, чтобы жить» — НТВ, 16 октября 2009 года[55][240]
- 2012 — «Секретные материалы шоу-бизнеса: Последняя осень Михея» — MTV Россия, 1 ноября 2012 года[54]
- 2013 — «Певцы на час». Документальный фильм о популярных звёздах эстрады эпохи 1990-х (режиссёр Роман Новолокин) — «Первый канал», 6 июля 2013 года[34][56]
- 2014 — «История Bad B. Часть III. Глава Первая: Война и Мир» (режиссёр Влад Валов) — 24 октября 2014 года[241]
- 2017 — «90-е. Смертельный хип-хоп» — ТВ Центр, 10 мая 2017 года[242]
- 2017 — «История: события, люди. Сергей Крутиков (Михей)» — Первый Республиканский Телеканал (Донецк), 13 декабря 2017 года[243]
- 2018 — «А поговорить?: Спецпроект „Russian old school“. #1» — 28 июля 2018 года[244][245]
- 2018 — «А поговорить?: Спецпроект „Russian old school“. #2» — 31 июля 2018 года[246][247]
- 2019 — «Рано ушедшие звёзды. Кто виноват?» — Муз-ТВ, 23 сентября 2019 года[248]

## Концертные фильмы
- 2008 — «Концерт в г. Алма-Ата и видеоклипы» (съёмка 1999 года)[249][250]

## Чарты и ротации
| Чарт (1993—2015)                                    | Работа                       | Высшая позиция | Ист.    |
| --------------------------------------------------- | ---------------------------- | -------------- | ------- |
| Россия («Чёртова дюжина капитана Фанни», Bravo)     | «Дети сатаны» («Быки»)       | 5              | [ 251 ] |
| Россия (Двух Столиц, «Максимум»)                    | «Дорога к морю»              | 12             | [ 252 ] |
| Россия (Двух Столиц, «Максимум»)                    | «Сука любовь»                | 14             | [ 253 ] |
| Россия (Двух Столиц, «Максимум»)                    | «Мама»                       | 18             | [ 254 ] |
| Россия (Двух Столиц, «Максимум»)                    | «Туда»                       | 3              | [ 255 ] |
| Россия (Двух Столиц, «Максимум»)                    | «Мы дети большого города»    | 5              | [ 256 ] |
| Россия (Двух Столиц, «Максимум»)                    | «Тихо тают дни»              | 2              | [ 257 ] |
| Россия (Сотня хитов за 1999, «Максимум»)            | «Сука любовь»                | 69             | [ 15 ]  |
| Россия (Сотня хитов за 1999, «Максимум»)            | «Туда»                       | 31             | [ 15 ]  |
| Россия (Сотня хитов за 1999, «Максимум»)            | «Дорога к морю»              | 56             | [ 15 ]  |
| Россия (Сотня хитов за 2003, «Максимум»)            | «Мы дети большого города»    | 4              | [ 258 ] |
| Россия (Сотня хитов за 2004, «Максимум»)            | «Тихо тают дни»              | 25             | [ 259 ] |
| Россия (Лучших постсоветских альбомов, Афиша Daily) | «Сука любовь»                | 2              | [ 204 ] |
| Россия («Чартова дюжина», «Наше радио»)             | «Туда»                       | 6              | [ 260 ] |
| Россия («Русское радио»)                            | «Для тебя»                   | 32             | [ 261 ] |
| СНГ («Радио-хиты», TopHit)                          | «По волнам/Памяти Михея»     | 108            | [ 262 ] |
| СНГ («Радио-хиты», TopHit)                          | «Любовь остаётся»            | 24             | [ 263 ] |
| СНГ («Радио-хиты», TopHit)                          | «Мама (cover: Михей — Мама)» | 324            | [ 264 ] |

| Ротировщик (1993—2015)                                    | Работа                       | Количество недель в ротации                     | Ист.            |
| --------------------------------------------------------- | ---------------------------- | ----------------------------------------------- | --------------- |
| Россия («Танцевальная Академия», «Максимум»)              | «Дети сатаны» («Быки»)       | 1+                                              | [ 251 ]         |
| Россия («Максимум»)                                       | «Дорога к морю»              | 5+                                              | [ 252 ]         |
| Россия («Максимум»)                                       | «Сука любовь»                | 2+                                              | [ 253 ]         |
| Россия («Максимум»)                                       | «Мама»                       | 2+                                              | [ 254 ]         |
| Россия («Максимум»)                                       | «Туда»                       | 9+                                              | [ 255 ]         |
| Россия («Наше радио»)                                     | «Туда»                       | 1+                                              | [ 260 ]         |
| Россия («Русская десятка» (видеоклипы), «MTV Россия»)     | «Война»                      | 100+                                            | [ 265 ]         |
| Россия («Русская десятка» (видеоклипы), «MTV Россия»)     | «Городская тоска»            | 100+                                            | [ 265 ]         |
| Россия («Русская десятка» (видеоклипы), «MTV Россия»)     | «Как сон»                    | 100+                                            | [ 265 ]         |
| Россия («Русская десятка» (видеоклипы), «MTV Россия»)     | «Мы дети большого города»    | 1+                                              | [ 266 ]         |
| Россия («20 самых-самых» (видеоклипы), «MTV Россия»)      | «Война»                      | 100+                                            | [ 267 ]         |
| Россия («20 самых-самых» (видеоклипы), «MTV Россия»)      | «Городская тоска»            | 100+                                            | [ 267 ]         |
| Россия («20 самых-самых» (видеоклипы), «MTV Россия»)      | «Как сон»                    | 100+                                            | [ 267 ]         |
| Россия («20 самых-самых» (видеоклипы), «MTV Россия»)      | «Мы дети большого города»    | 1+                                              | [ 268 ]         |
| Россия («Центр рифмы» (видеоклипы), «MTV Россия»)         | «Тихо тают дни»              | 1+                                              | [ 149 ]         |
| Россия («Муз-ТВ» (видеоклипы))                            | «Война»                      | 100+                                            | [ 265 ] [ 267 ] |
| Россия («Муз-ТВ» (видеоклипы))                            | «Городская тоска»            | 100+                                            | [ 265 ] [ 267 ] |
| Россия («Муз-ТВ» (видеоклипы))                            | «Как сон»                    | 100+                                            | [ 265 ] [ 267 ] |
| Россия («Наше радио»)                                     | «Hа дачу»                    | 1+                                              | [ 269 ]         |
| Россия («Русское радио»)                                  | «Для тебя»                   | 30+                                             | [ 261 ] [ 270 ] |
| Россия («12 злобных зрителей» (видеоклипы), «MTV Россия») | «По волнам»                  | 1+                                              | [ 271 ]         |
| Россия («Максимум»)                                       | «Мы дети большого города»    | 9+                                              | [ 256 ]         |
| Россия («Фристайл», «Наше радио»)                         | «Городская тоска»            | 1+                                              | [ 272 ]         |
| Россия («Фристайл», «Наше радио»)                         | «Дети сатаны» («Быки»)       | 1+                                              | [ 272 ]         |
| Россия («Максимум»)                                       | «Тихо тают дни»              | 13+                                             | [ 257 ]         |
| Россия («Moskva.FM»)                                      | «Светлая музыка»             | 364+ (1684 ротации и 86 264 прослушивания)      | [ 273 ] [ 274 ] |
| Россия («Moskva.FM»)                                      | «Тихо тают дни»              | 364+ (711 ротация и 34 154 прослушивания)       | [ 275 ]         |
| Россия («Moskva.FM»)                                      | «Плохой баланс»              | 1+                                              | [ 276 ]         |
| Россия («Moskva.FM»)                                      | «Городская тоска»            | 1+                                              | [ 276 ]         |
| Россия («Moskva.FM»)                                      | «Страсть»                    | 1+                                              | [ 276 ]         |
| Россия («Moskva.FM»)                                      | «Ангел-хранитель»            | 1+                                              | [ 276 ]         |
| Россия («Moskva.FM»)                                      | «Город джунглей»             | 1+                                              | [ 276 ]         |
| Россия («Moskva.FM»)                                      | «Всё будет хорошо»           | 1+                                              | [ 276 ]         |
| Россия («Moskva.FM»)                                      | «Туда»                       | 364+ (15 876 ротаций и 2 694 825 прослушиваний) | [ 277 ]         |
| Россия («Moskva.FM»)                                      | «Мама»                       | 1+                                              | [ 278 ] [ 279 ] |
| Россия («Moskva.FM»)                                      | «Сука любовь»                | 1+                                              | [ 278 ] [ 279 ] |
| Россия («Moskva.FM»)                                      | «Дорога к морю»              | 1+                                              | [ 278 ] [ 279 ] |
| Россия («Moskva.FM»)                                      | «Для тебя»                   | 1+                                              | [ 278 ] [ 279 ] |
| Россия («Moskva.FM»)                                      | «Троллейбус»                 | 1+                                              | [ 278 ] [ 279 ] |
| Россия («Moskva.FM»)                                      | «Рыбка»                      | 1+                                              | [ 278 ] [ 279 ] |
| Россия («Moskva.FM»)                                      | «Favorite colour of my life» | 1+                                              | [ 278 ] [ 279 ] |
| Россия («Moskva.FM»)                                      | «Кошка»                      | 1+                                              | [ 278 ] [ 279 ] |
| Россия («Moskva.FM»)                                      | «Так чисто»                  | 1+                                              | [ 278 ] [ 279 ] |
| Россия («Moskva.FM»)                                      | «Достоин»                    | 1+                                              | [ 278 ] [ 279 ] |
| Россия («Moskva.FM»)                                      | «По волнам»                  | 1+ (6 ротаций и 2000 прослушиваний)             | [ 280 ]         |
| Россия («Moskva.FM»)                                      | «Мы дети большого города»    | 52+ (2691 ротация и 558 419 прослушиваний)      | [ 281 ]         |
| СНГ (TopHit)                                              | «По волнам/Памяти Михея»     | 213+                                            | [ 262 ]         |
| СНГ (TopHit)                                              | «Любовь остаётся»            | 230+                                            | [ 263 ]         |
| СНГ (TopHit)                                              | «Мама (cover: Михей — Мама)» | 480+                                            | [ 264 ]         |

## В культуре
- В 2002 году песня «Сука любовь» группы «Михей и Джуманджи» прозвучала в рекламе MP3-плееров от компании Samsung. В самом видеоролике Михей снялся в роли охранника вместе с группами «Отпетые Мошенники» и «Чичерина»[282].
- В 2006 году песня «Светлая музыка» группы Bad Balance прозвучала в фильме «Питер FM», но в официальный саундтрек к фильму она не вошла[283].
- 16 августа 2024 года российско-испанский хип-хоп-исполнитель Kizaru выпустил песню «Как ветер» в память о Михее[4].

## Награды
- 26 декабря 1988 года в составе дуэта «Точка замерзания» (Михей и Боча) Михей занял второе место на межгородском фестивале Break Dance '88 в Донецке[7][21][33][71][35].
- 21 апреля 1991 года группа Bad Balance выступила с песнями «Донецкий край» и «What is Love» на первом Всесоюзном фестивале рэп музыки «Рэп-пик-91» в ЛДМ, где заняла первое место[284][38].
- 30 июня 1991 года группа Bad Balance получила гран-при по конкурсу исполнителей рэпа на Первом московском фестивале рэп-музыки «Эм-Си-шоу», организованным радио «Европа плюс», ЦПКиО и студией «Класс» Сергея Обухова в московском парке Горького[285][286][39][287][288]. Ведущими фестиваля были Лолита Милявская и Александр Цекало (кабаре-дуэт «Академия»)[289]. Председателем жюри фестиваля был музыкальный критик Артемий Троицкий[290][291]. Группа выступила с песней «Дети сатаны» из альбома «Выше закона»[39].
- 21 июня 1992 года группа Bad Balance получила гран-при на Втором московском фестивале рэп-музыки «Эм-Си-шоу», организованным студией «Класс» Сергея Обухова в московском парке Горького[292][39][287][293].
- В 1998 году видеоклип на песню «Городская тоска» группы Bad Balance был номинирован на «Видео года» на церемонии вручения премий «Funny House Dance Awards '97» за достижения в танцевальной культуре, учреждённой радио «Максимум» и «Райс-ЛИС’С». Церемония прошла в СК «Олимпийский» 24 января 1998 года[294] и транслировалась по телеканалу Муз-ТВ[295]. В номинации «Видео года» победил DJ Groove с клипом на песню «Ноктюрн. Часть 3»[296].
- В 1998 году группа Bad Balance получила титул «Культовая группа» на российской церемонии вручения премий за достижения в области хип-хоп-культуры «Голос улиц», прошедшей в Московском дворце молодёжи 31 октября 1998 года. Одним из организаторов данного действа был Влад Валов, в связи с чем главный редактор журнала «RAРпресс» Константин «Крыж» назвал эту номинацию сомнительной, поскольку никаких опросов не проводилось[297].
- В декабре 2002 года «Михей» был посмертно номинирован на премию «Солист года» в музыкальной рубрике «Звуковая дорожка» в газете «Московский комсомолец»[298].